# مگس‌گیر لبه‌کمرنگ
مگس‌گیر لبه‌کمرنگ (نام علمی: Myiarchus cephalotes) گونه‌ای از پرندگان تیرهٔ ژیان‌مرغان است. در بولیویکلمبیا، اکوادور، پرو و ونزوئلا یافت می‌شود. زیستگاه‌های طبیعی آن جنگل‌های کوهستانی نمناک نیمه‌گرمسیری یا گرمسیری و جنگل‌های پیشین به شدت دگرگون‌شده است.

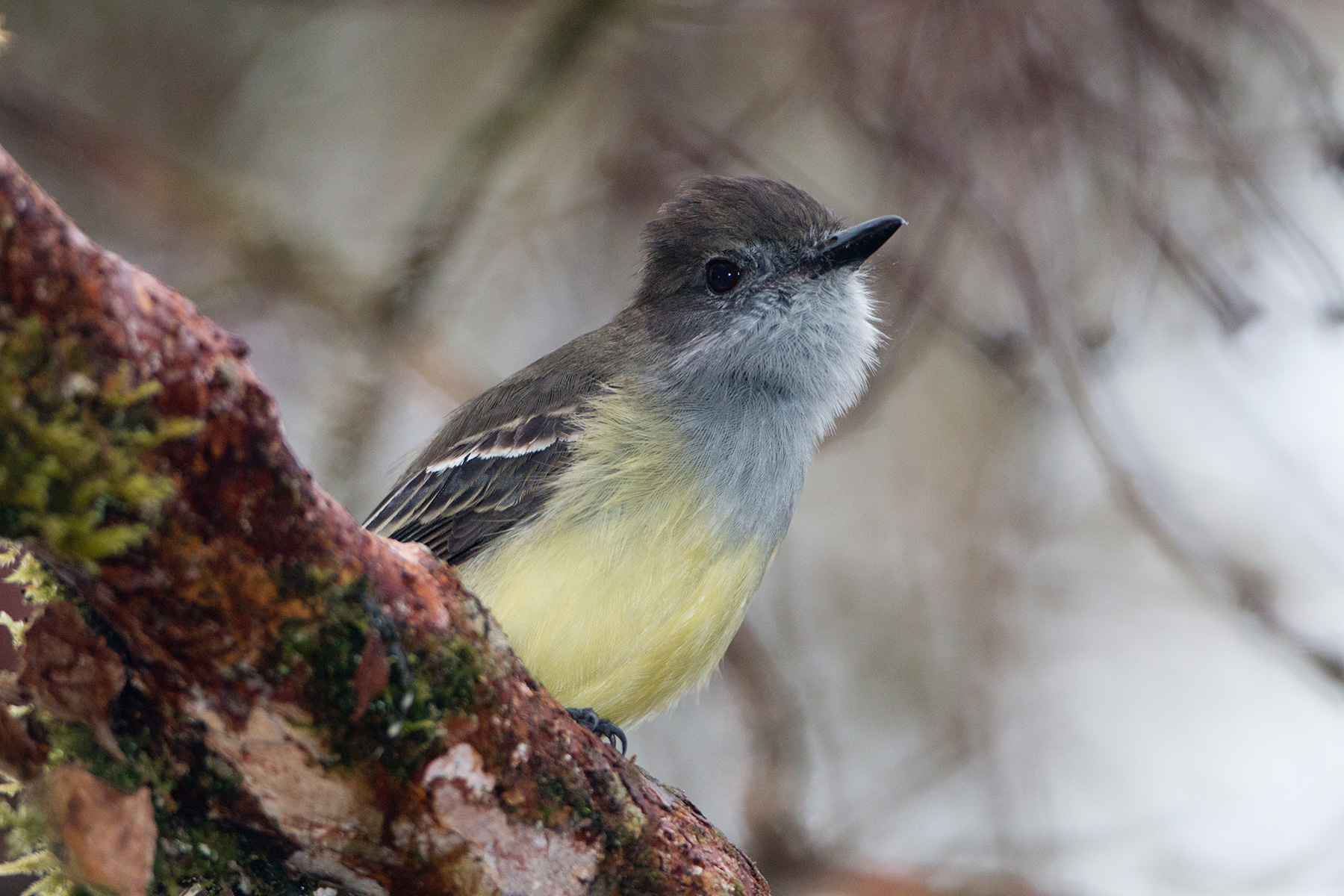
در نزدیکی اقامتگاه سن ایسیدرو، اکوادور